# Magyarország az 1987-es fedett pályás atlétikai Európa-bajnokságon
Magyarország a franciaországi Liévinben megrendezett 1987-es fedett pályás atlétikai Európa-bajnokság egyik részt vevő nemzete volt. Az ország a versenyen 7 sportolóval képviseltette magát.

## Eredmények

### Férfi
| Versenyző      | Versenyszám      | Előfutam | Előfutam | Előfutam | Elődöntő | Elődöntő | Elődöntő | Döntő    | Döntő    |
| Versenyző      | Versenyszám      | Idő      | Hely.    | Össz.    | Idő      | Hely.    | Össz.    | Idő      | Helyezés |
| -------------- | ---------------- | -------- | -------- | -------- | -------- | -------- | -------- | -------- | -------- |
| Kovács Attila  | 60 m             | 6,73     | 4.       | 14.      | kiesett  | kiesett  | kiesett  | kiesett  | kiesett  |
| Nagy István    | 200 m            | 21,82    | 5.       | 13.      | kiesett  | kiesett  | kiesett  | kiesett  | kiesett  |
| Bakos György   | 60 m gát         | 7,86     | 2.       | 13.      | 7,67     | 3.       | 6.       | 7,74     | 5.       |
| Urbanik Sándor | 5000 m gyaloglás | 19:14,64 | 1.       | 1.       |          |          |          | 19:13,09 | 4.       |

| Versenyző     | Versenyszám | Selejtező | Selejtező | Döntő    | Döntő    |
| Versenyző     | Versenyszám | Eredmény  | Helyezés  | Eredmény | Helyezés |
| ------------- | ----------- | --------- | --------- | -------- | -------- |
| Szalma László | Távolugrás  |           |           | 8,07 m   | 4.       |

### Női
| Versenyző     | Versenyszám | Előfutam | Előfutam | Előfutam | Elődöntő | Elődöntő | Elődöntő | Döntő | Döntő    |
| Versenyző     | Versenyszám | Idő      | Hely.    | Össz.    | Idő      | Hely.    | Össz.    | Idő   | Helyezés |
| ------------- | ----------- | -------- | -------- | -------- | -------- | -------- | -------- | ----- | -------- |
| Forgács Judit | 400 m       | 52,61    | 3.       | 3.       |          |          |          | 52,87 | 5.       |

| Versenyző     | Versenyszám | Selejtező | Selejtező | Döntő    | Döntő    |
| Versenyző     | Versenyszám | Eredmény  | Helyezés  | Eredmény | Helyezés |
| ------------- | ----------- | --------- | --------- | -------- | -------- |
| Sterk Katalin | Magasugrás  |           |           | 1,88 m   | 7.       |